# 聖霊奉侍布教修道女会
聖霊奉侍布教修道女会（せいれいほうじふきょうしゅうどうじょかい）は、1889年12月8日にアーノルド・ヤンセンによってオランダのシュタイルという町で創立されたカトリック教会の修道会である。
アーノルド・ヤンセンは後に列聖され、創立協力者であるヘレナ・シュトレンベルク（マザー・マリア）とヘンドリナ・シュテンマンス（マザー・ヨゼファ）も後に列福されている。
なお、略称を日本語で聖霊会（せいれいかい）としているが、日本では聖徳太子の命日の大法要を聖霊会（しょうりょうえ）と呼び、1400年前から続いているので、混同しないよう注意する必要がある。

## 日本での活動
名古屋市昭和区（2箇所）、秋田市、金沢市、小金井市、豊田市に計6修道院がある。
聖霊病院(名古屋市昭和区）、金沢聖霊総合病院ほか幼稚園、児童養護施設等を運営している。